# U-291 (tàu ngầm Đức)
U-291 là một tàu ngầm tấn công  Lớp Type VII thuộc phân lớp Type VIIC được Hải quân Đức Quốc Xã chế tạo trong Chiến tranh Thế giới thứ hai. Nhập biên chế năm 1943, nó chỉ thuần túy làm nhiệm vụ huấn luyện tại vùng biển nhà. Khi Thế Chiến II bước vào giai đoạn kết thúc, U-291 đầu hàng lực lượng Đồng Minh tại Cuxhaven vào ngày 5 tháng 5, 1945, rồi bị tàu khu trục Hải quân Hoàng gia Anh HMS Onslaught đánh chìm ngoài khơi Bắc Ireland trong khuôn khổ Chiến dịch Deadlight vào ngày 20 tháng 12, 1945.

## Thiết kế và chế tạo

### Thiết kế

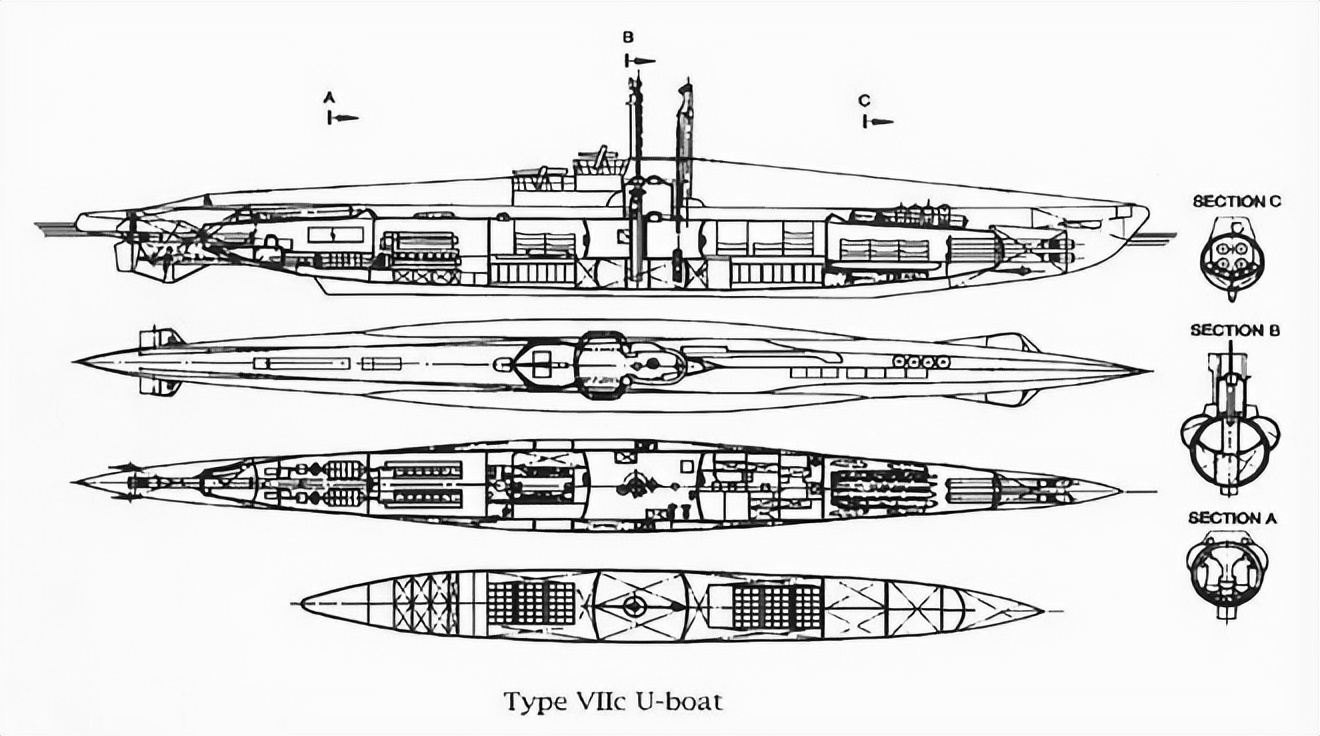
Sơ đồ các mặt cắt một tàu ngầm Type VIIC

Phân lớp VIIC của Tàu ngầm Type VII là một phiên bản VIIB được kéo dài thêm. Chúng có trọng lượng choán nước 769 t (757 tấn Anh) khi nổi và 871 t (857 tấn Anh) khi lặn). Con tàu có chiều dài chung 67,10 m (220 ft 2 in), lớp vỏ trong chịu áp lực dài 50,50 m (165 ft 8 in), mạn tàu rộng 6,20 m (20 ft 4 in), chiều cao 9,60 m (31 ft 6 in) và mớn nước 4,74 m (15 ft 7 in).
Chúng trang bị hai động cơ diesel Germaniawerft F46 siêu tăng áp 6-xy lanh 4 thì, tổng công suất 2.800–3.200 PS (2.100–2.400 kW; 2.800–3.200 bhp), dẫn động hai trục chân vịt đường kính 1,23 m (4,0 ft), cho phép đạt tốc độ tối đa 17,7 kn (32,8 km/h), và tầm hoạt động tối đa 8.500 nmi (15.700 km) khi đi tốc độ đường trường 10 kn (19 km/h). Khi đi ngầm dưới nước, chúng sử dụng hai động cơ/máy phát điện AEG GU 460/8–27 tổng công suất 750 PS (550 kW; 740 shp). Tốc độ tối đa khi lặn là 7,6 kn (14,1 km/h), và tầm hoạt động 80 nmi (150 km) ở tốc độ 4 kn (7,4 km/h). Con tàu có khả năng lặn sâu đến 230 m (750 ft).
Vũ khí trang bị có năm ống phóng ngư lôi 53,3 cm (21 in), bao gồm bốn ống trước mũi và một ống phía đuôi, và mang theo tổng cộng 14 quả ngư lôi, hoặc tối đa 22 quả thủy lôi TMA, hoặc 33 quả TMB. Tàu ngầm Type VIIC bố trí một hải pháo 8,8 cm SK C/35 cùng một pháo phòng không 2 cm (0,79 in) trên boong tàu. Thủy thủ đoàn bao gồm 4 sĩ quan và 40-56 thủy thủ.

### Chế tạo
U-291 được đặt hàng vào ngày 5 tháng 6, 1941, và được đặt lườn tại xưởng tàu của hãng Bremer-Vulkan-Vegesacker Werft ở Bremen vào ngày 17 tháng 10, 1942. Nó được hạ thủy vào ngày 30 tháng 6, 1943, và nhập biên chế cùng Hải quân Đức Quốc Xã vào ngày 4 tháng 8, 1943 dưới quyền chỉ huy của Hạm trưởng, Trung úy Hải quân Hans Keerle.

## Lịch sử hoạt động
Sau khi hoàn tất việc chạy thử máy và huấn luyện trong thành phần Chi hạm đội U-boat 21, U-291 được điều sang Chi hạm đội U-boat 23 từ ngày 1 tháng 9, 1943 trong vai trò huấn luyện. Sau đó nó lần lượt được điều trở lại Chi hạm đội U-boat 21 từ ngày 1 tháng 7, 1944, và cuối cùng đến Chi hạm đội U-boat 31 từ ngày 1 tháng 3, 1945. Chiếc tàu ngầm đầu hàng lực lượng Đồng Minh tại Cuxhaven vào ngày 5 tháng 5, 1945, rồi được chuyển từ Wilhelmshaven đến Loch Ryan, Scotland vào ngày 24 tháng 6. Trong khuôn khổ Chiến dịch Deadlight, vào ngày 20 tháng 12, 1945, nó bị tàu khu trục Hải quân Hoàng gia Anh HMS Onslaught đánh chìm bằng hải pháo ngoài khơi Bắc Ireland, tại tọa độ .